# Barton and Pooley Bridge
Barton and Pooley Bridge är en civil parish i Storbritannien.   Den ligger i grevskapet Cumbria och riksdelen England, i den centrala delen av landet, 400 km nordväst om huvudstaden London. Antalet invånare är 238. Barton and Pooley Bridge ligger vid sjön Ullswater.